# 銅鑼灣天后廟

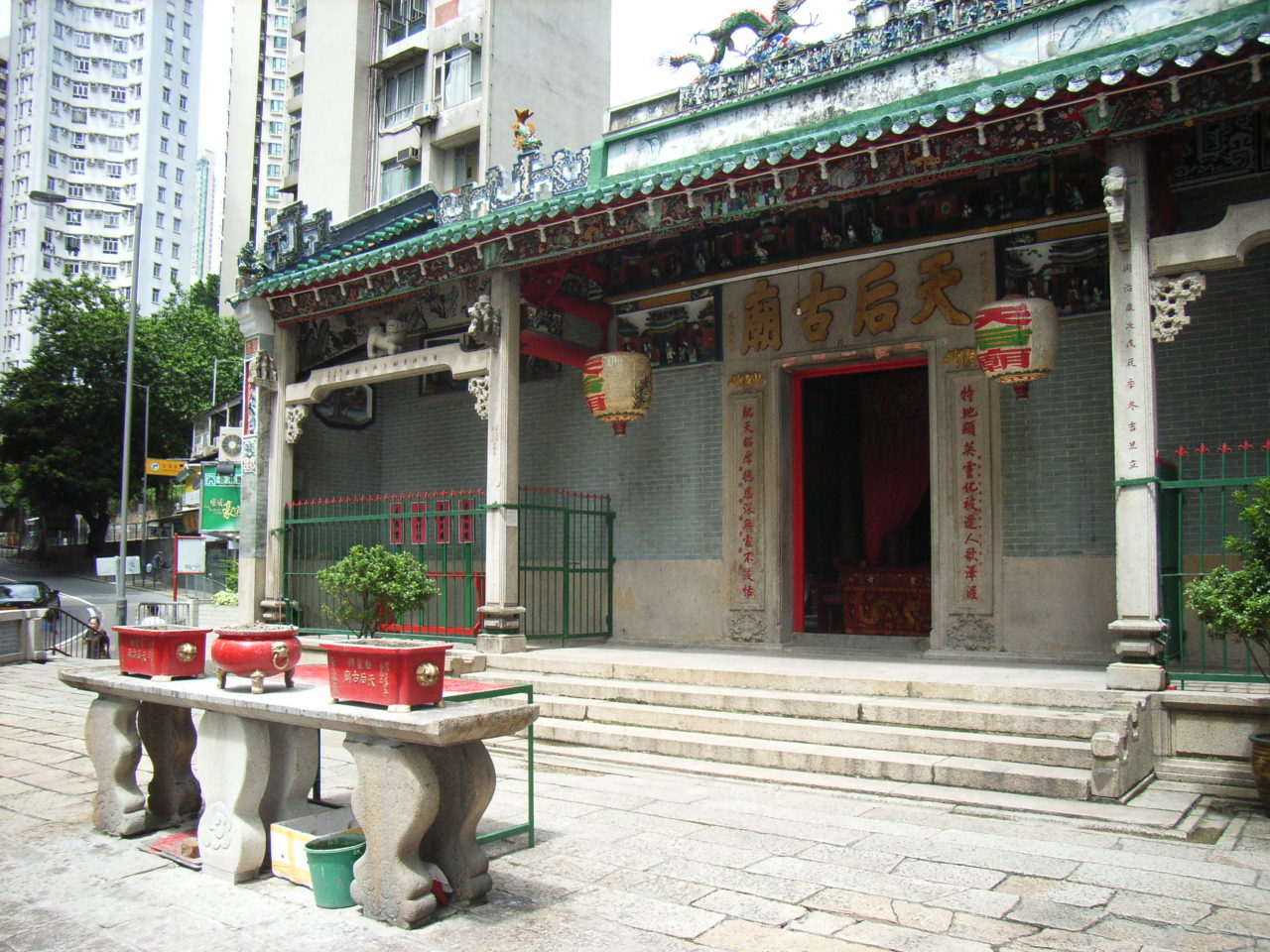
銅鑼灣天后廟

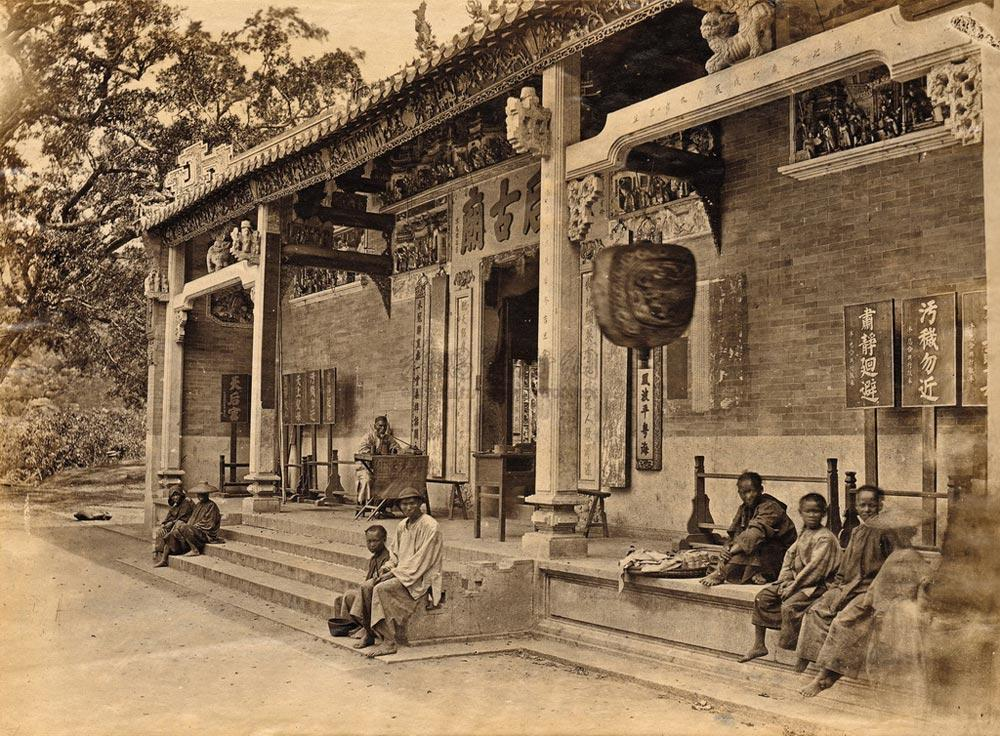
1870年代的銅鑼灣天后廟全貌

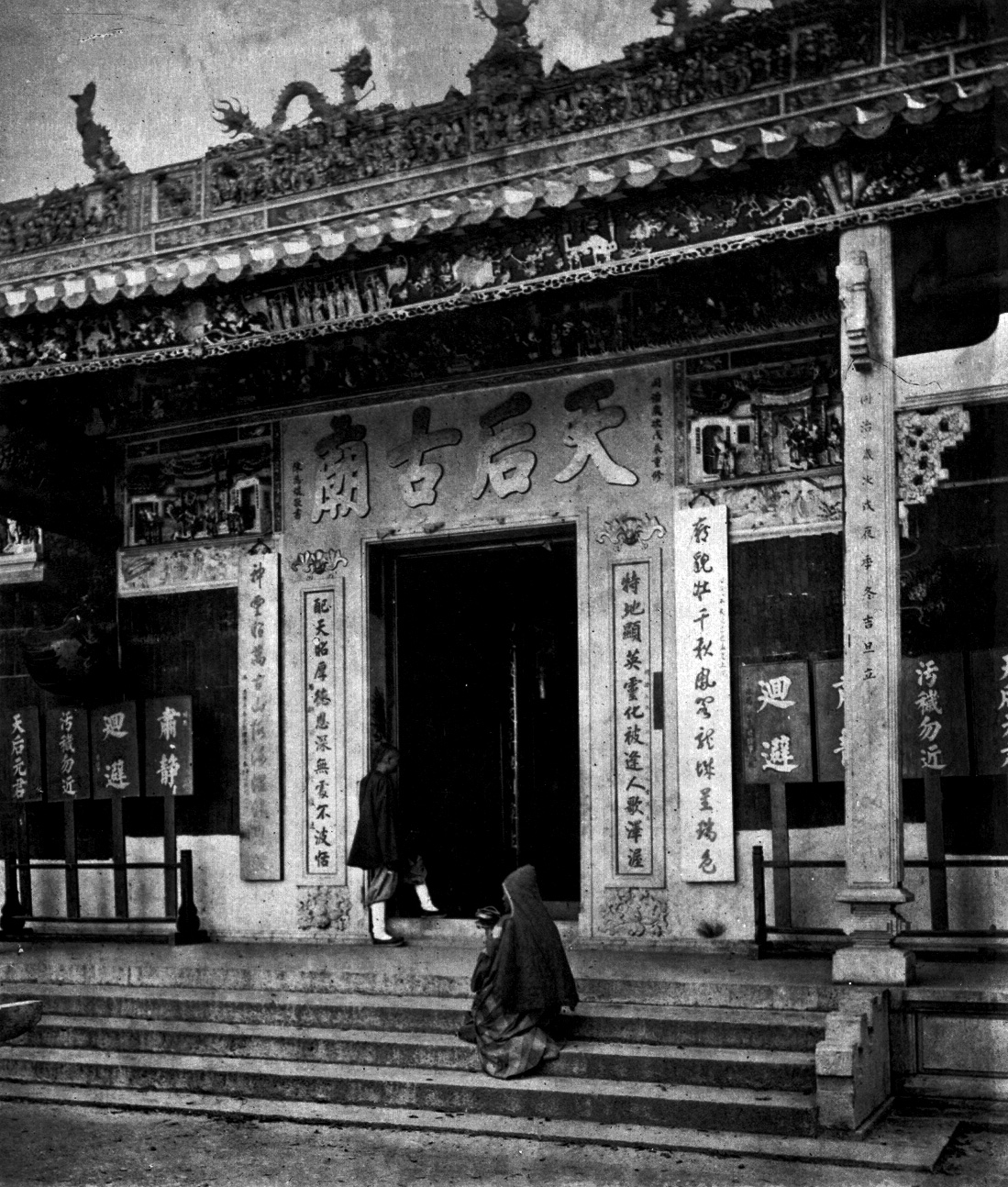
同攝於1870年代的銅鑼灣天后廟

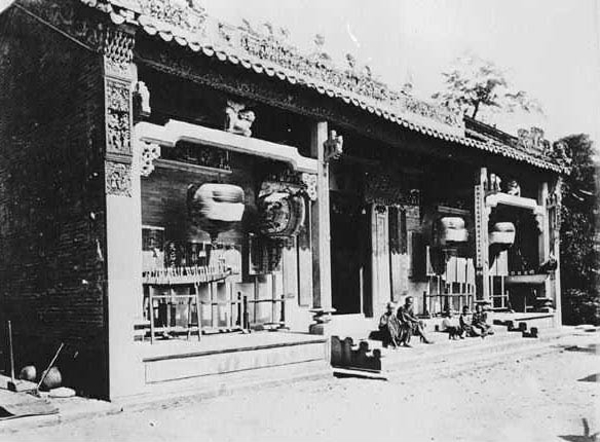
1880年的銅鑼灣天后廟

22°16′57″N 114°11′34″E / 22.282419°N 114.192832°E
銅鑼灣天后廟（英語：Tin Hau Temple, Causeway Bay），又稱燈籠洲天后古廟或簡稱天后古廟，位於香港島銅鑼灣天后廟道10號。銅鑼灣天后廟始建於清朝初年，原廟的歷史可追溯至1747年（廟鐘建日）由最初定居九龍的廣東客家人戴仕蕃建造，當時稱之為「鹽船灣紅香爐廟」，天后廟的業權至今仍為戴氏族人（戴氏福堂有限公司）所擁有，1928年通過的《華人廟宇條例》，規定全港廟宇由華人廟宇委員會管理，但紅香爐天后廟獲豁免，仍由戴氏族人自行管理，是一個非常特別的例子。銅鑼灣天后廟主祀神明是天上聖母，另祀神靈為觀音、正財神及包公。附近的地鐵站亦命名為天后站。該建築被列作香港法定古蹟。

## 建廟歷史

### 傳說一
相傳，戴氏一家人曾經搭船到銅鑼灣採草，結果發現一隻香爐奇蹟般地漂浮在海面上（現今的銅鑼灣），當地鄉民和漁民認為是天后娘娘顯靈，在該處建一小廟，用這個香爐來上香奉祀，由於靈驗之故，廟貌便發展起來；故此廟所在地改稱為「紅香爐山」，沖來香爐的港口改稱為「紅香爐港」。及後「紅香爐港」泛指港島一帶，亦是「香港」的命名。

### 傳說二
銅鑼灣天后廟約於十八世紀初由戴氏家族所建。戴氏為來自廣東惠州惠陽淡水的客家人，初時定居九龍灣一條名「蒲崗」的村莊，戴氏常渡海至港島沿岸割草，相傳其族人在岸邊拾得一具神像，遂為其立祠供奉。其後善信漸多，香火漸盛，遂籌募經費，興建一座正式的天后廟。

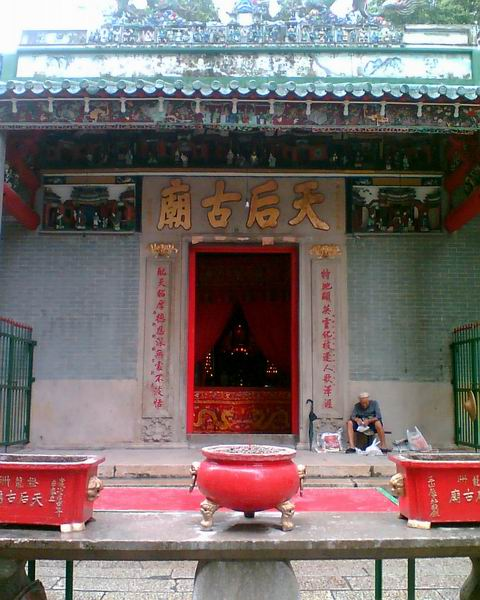
銅鑼灣天后廟正門
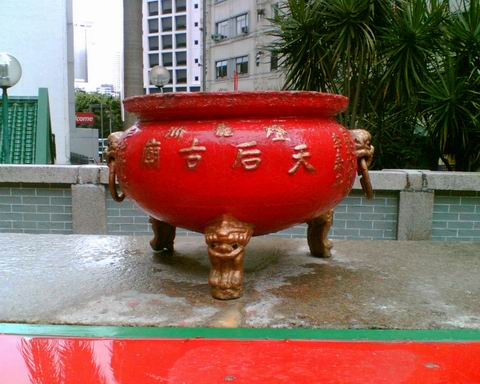
圓形紅香爐
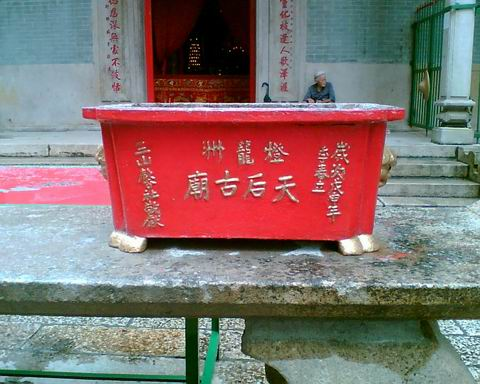
方形紅香爐
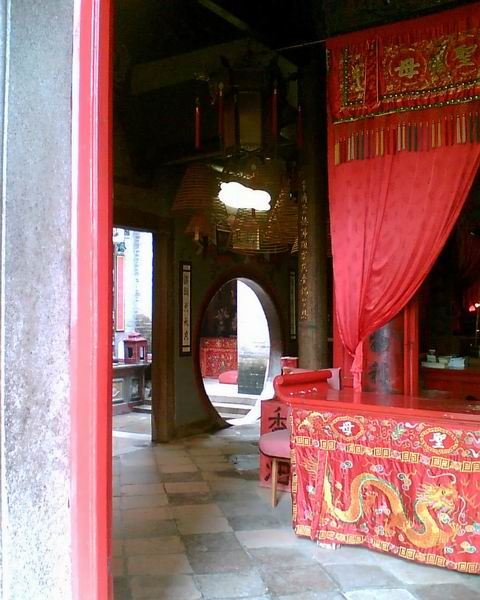
銅鑼灣天后廟內景

## 廟宇建築
銅鑼灣天后廟原本建於海邊的高台之上，背靠炮台山，面向維多利亞港，雖歷經多次重修，先在道光甲辰（1844年）重修，至今仍保持著同治七年（1868年）第二次規模宏大重修時的面貌。天后廟為二進式的中式傳統建築，面闊三間，以青磚建成，屋頂蓋以綠色琉璃瓦，採用左右對稱佈局，第一進為門屋，正門為前檐廊式設計，正門後設置擋中用作擋煞，兩進之間的天井加蓋屋頂而成為香亭，後方便是供奉神袋像的正廳主殿，設有光緒二年的石製神枱。兩傍各有一個側殿，左為「戴福堂」而右為「百家神殿」，側殿前各有天井及獨立出口通往廟外或經上書前「瞻雲」後「龍化」和前「就日」後「虎變」的左右月門進入香亭。天井照壁分別有龍和虎的灰塑裝飾。
廟門橫額《天后古廟》四個大字，廟門外部石樑有同治七年的字樣，兩旁有道光廿五年（1845年）雕刻有「興邑刁爵」字樣的石獅，及光緒廿八年（1902年）的銅聚寶爐和香爐。門屋正脊分3層，上層為「二龍爭珠」，中層是以中國戲曲人物陶塑裝飾的石灣花脊，而下層則為彩繪，但大部分已經脫落，兩端飾以上有鰲魚的博古。正廳正脊與門樓正脊類似，惟沒有「二龍爭珠」。山牆兩端的墀頭有分別寫上「富貴」和「壽考」的花鳥灰塑。

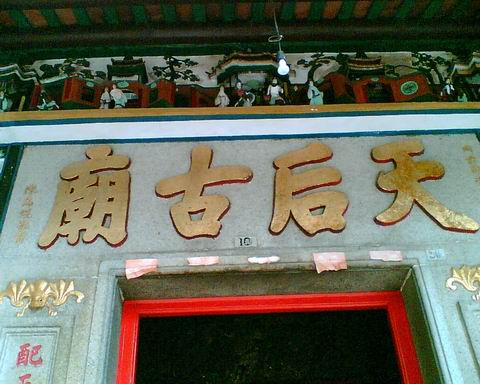
銅鑼灣天后廟橫扁
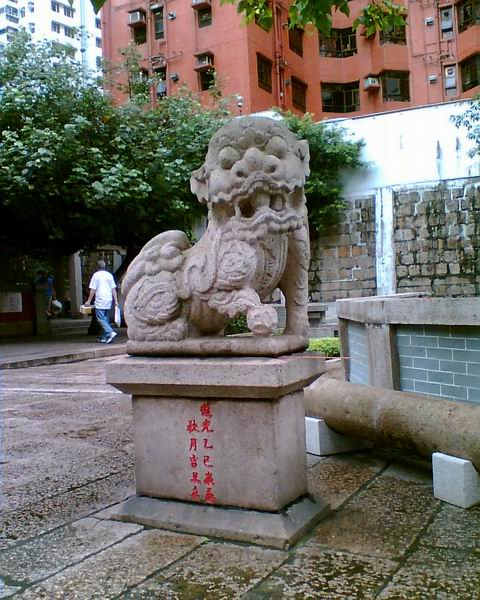
銅鑼灣天后廟石獅
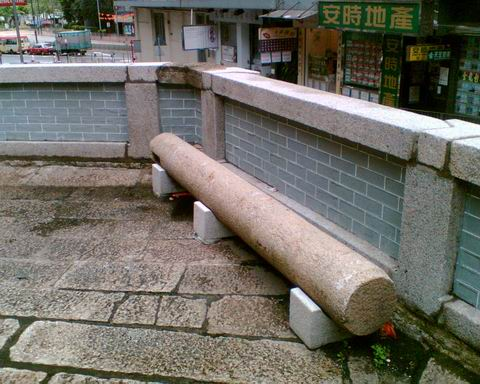
銅鑼灣天后廟石樑
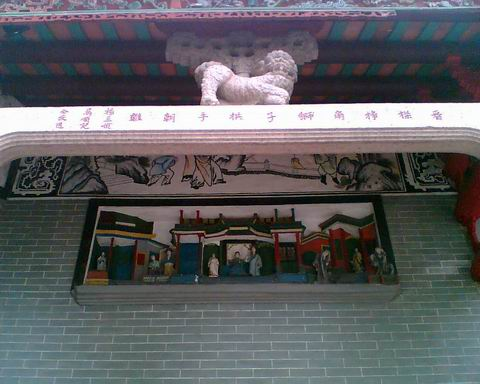
銅鑼灣天后廟壁畫

## 開放時間
- 每日上午7時至下午5時。

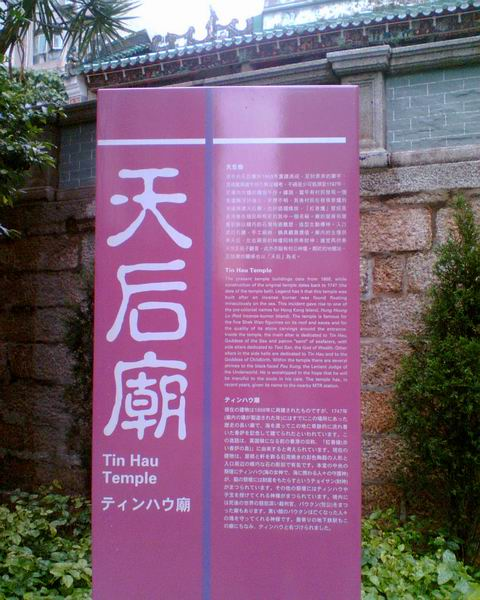
銅鑼灣天后廟介紹牌
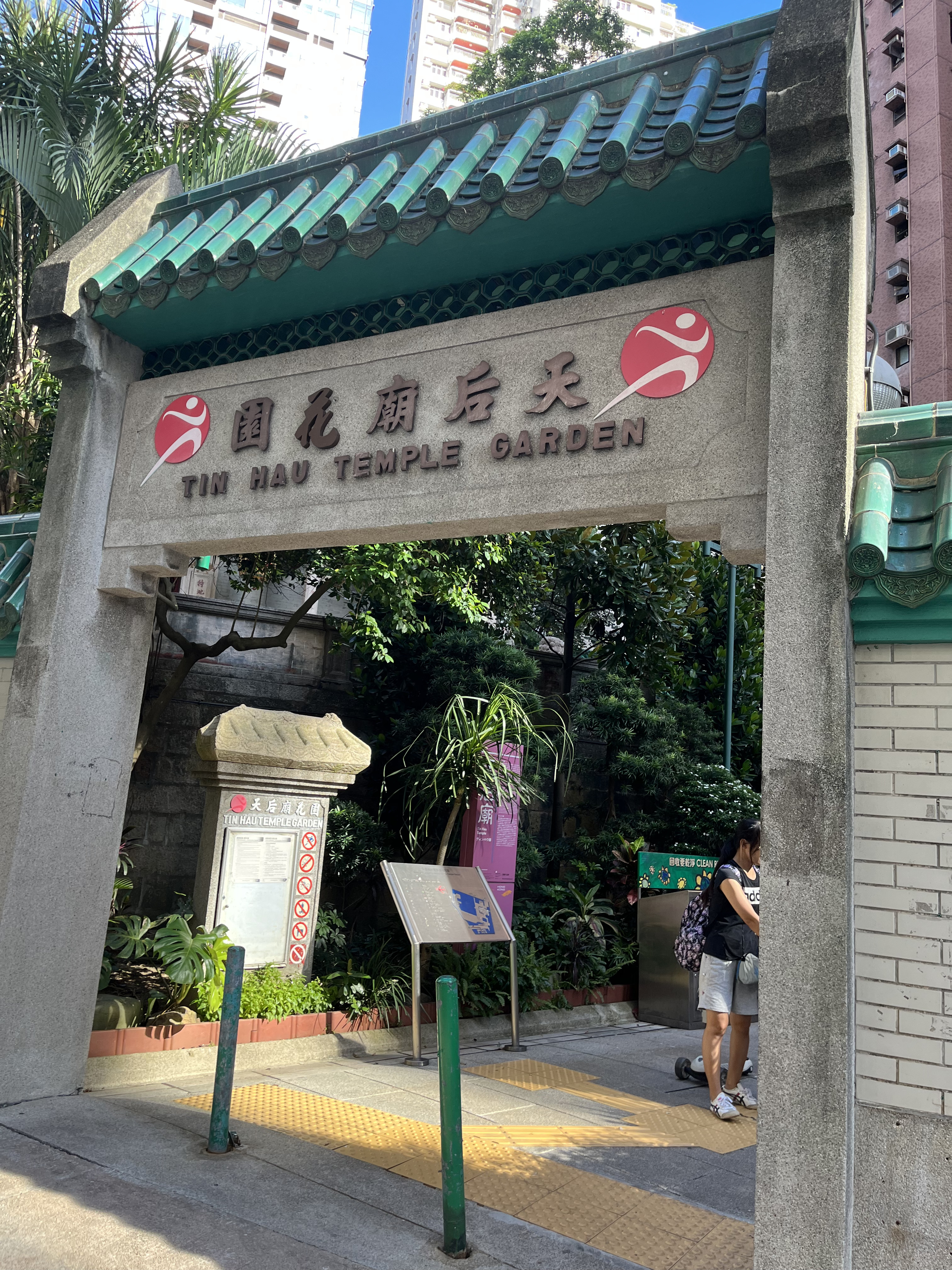
銅鑼灣天后廟入口

## 事件
- 1885年天后誕，有匪徒在銅鑼灣天后廟廟外的醮棚縱火，以製造混亂試圖偷竊。火燭很快撲滅，損失甚少，一名縱火者被捕。[2][3]

## 外部連結
- 香港法定古蹟：銅鑼灣天后廟
- 銅鑼灣天后古廟維修工程項目簡介（PDF格式） （页面存档备份，存于）
- 紅香爐與紅香爐天后廟
- 銅鑼灣天后廟 （页面存档备份，存于）
- 福山堂：天后廟 （页面存档备份，存于）

## 資料來源
1. ↑  蔡兆浚. . www.hkchronicles.org.hk. 2023-05-12 （中文（繁體））.
2. ↑  . 循環日報. 1885-05-09.
3. ↑  . 循環日報. 1885-05-11.